# Triandomelaena brevicostalis
Triandomelaena brevicostalis är en tvåvingeart som beskrevs av Albany Hancock 1986. Triandomelaena brevicostalis ingår i släktet Triandomelaena och familjen borrflugor.
Artens utbredningsområde är Zimbabwe. Inga underarter finns listade i Catalogue of Life.